# اسپزگ‌دیو
اسپَزگ یا سپزگ برپایه اسطوره‌های مزدیسنا دیوی است که میانه مردم را به هم می‌زند.

## واژه‌شناسی
این نام در پارسی میانه spazg و در اوستایی -spazga آمده‌است و معنای سخن‌چین می‌دهد.